# Bob Cousin
Bob Cousin is een Franse voetballer die sinds het seizoen 2013-2014 uitkomt voor het  Géants Athois. Cousin is een middenvelder die vaak op de flank speelt. Hij heeft veel ervaring in de Belgische eerste en tweede klasse. Hij speelde onder andere bij Excelsior Moeskroen, La Louvière, KSK Ronse, KV Oostende, KV Kortrijk, SK Beveren, SK Deinze, SC Eendracht Aalst en KVK Ieper.